# Highlands (Karolina Północna)
Highlands – miasto w Stanach Zjednoczonych, w stanie Karolina Północna, w hrabstwie Cleveland.